# فقيه احمدان (تشغابور)
فقيه احمدان (بالفارسية: فقیه‌احمدان) هي قرية تقع في إيران في قسم تشغابور الريفي. يقدر عدد سكانها بـ 27 نسمة .